# Djinga felicis
Djinga felicis là một loài thực vật có hoa trong họ Podostemaceae. Loài này được C.Cusset mô tả khoa học đầu tiên năm 1987.